# Cambambe
Cambambe es un municipio de la provincia de Cuanza Norte en Angola. En julio de 2018 tenía una población estimada de 101 514 habitantes.
Se encuentra ubicado al noroeste del país, cerca del curso bajo del río Cuanza y de la costa del océano Atlántico.